# 赤道逆流
赤道逆流（英語：Equatorial Counter Current，常簡稱NECC）為一個在太平洋及印度洋的顯著洋流，在北緯5度由西向東流。赤道逆流源於在各個海洋的北赤道洋流及南赤道洋流的水流平衡。

## 赤道逆流的增強
在聖嬰現象時期，赤道逆流在太平洋明顯增強。

## 大眾媒體
赤道逆流在《少年Pi的奇幻漂流》（Life of Pi）中提及，關於一個男孩發現他本人在一個危及生命的跨越太平洋旅程。

## 外部連結

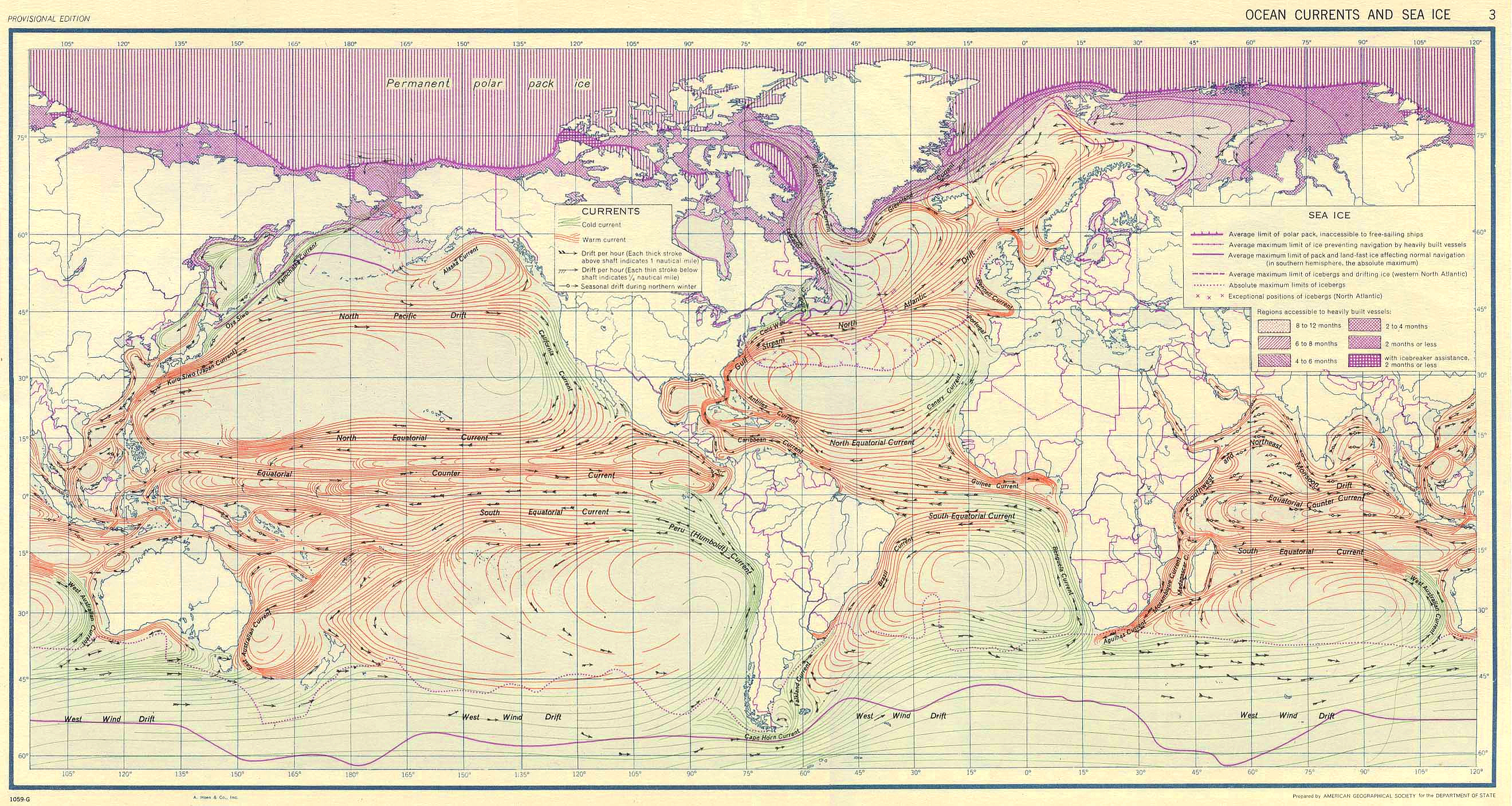
世界洋流概要。

- The North Equatorial Counter Current （页面存档备份，存于） Barbie Bischof, Arthur J. Mariano, Edward H. Ryan
- Fundamentals Of Physical Geography （页面存档备份，存于） Michael Pidwirny includes map